# Коритниця (Вілейський район)
Коритниця (біл. вёска Карытніца) — село в складі Вілейського району Мінської області, Білорусь. Село підпорядковане Іллінській сільській раді, розташоване в північній частині області.

## Історія
У 1921–1945 роках застінок знаходилось у Польщі, у Вільнюськім воєводстві, Вілейського повіту, у гміні Ілля.

## Населення
- 1866 рік — 109 людини, 9 будинків[1]
- 1921 рік — 200 людини, 30 будинків[2].
- 1931 рік — 205 людини, 37 будинків[3].